# 克里斯内
克里斯内（法語：Crisnée，法語發音：[kʁisne]）是比利时瓦隆大区列日省韋爾維耶區的一个市镇，东北与弗拉芒大區林堡省接壤，通行法语，是比利时法语社群的一部分，人口3,352人（2018年1月1日）。

## 地名
该地名“Crisnée”的发音为[kʁisne]，字母“s”发音，《世界地名译名词典》中将其误译作“克里内”。